# Bem me quer... mal me quer

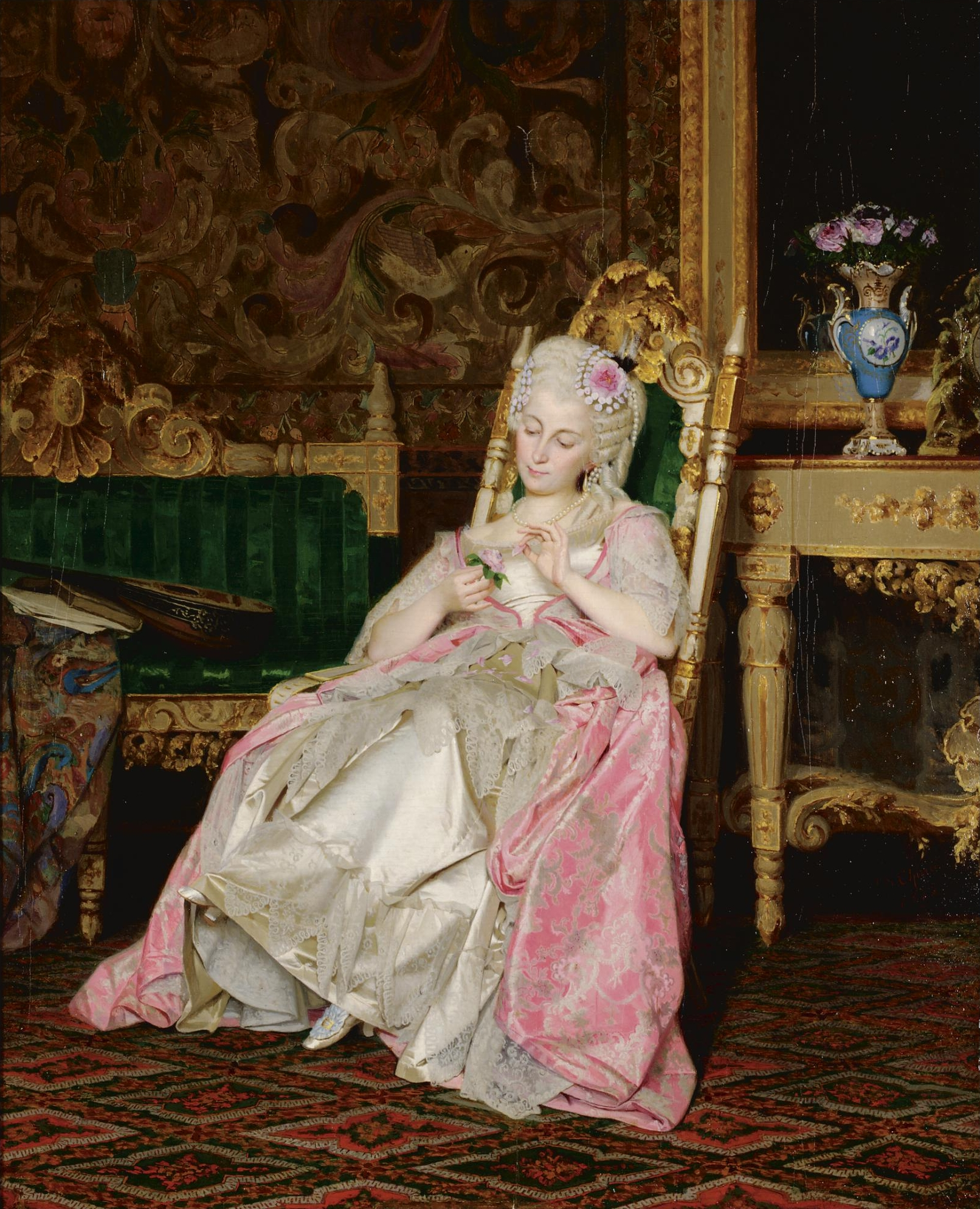
Bem me quer...mal me quer. Giacomo Di Chirico, 1872

Bem me quer... mal me quer (no original, effeuiller la marguerite, em francês - desfolhar a margarida) é um jogo de origem francesa, no qual uma pessoa pretende determinar se o objecto do seu afecto retribui esse mesmo afecto ou não.
A pessoa que faz o jogo diz alternadamente as frases "bem me quer" e "mal me quer", enquanto retira uma pétala de uma flor, normalmente um malmequer a cada frase. A frase que for proferida a retirar a última pétala representa supostamente a verdade entre o objecto de afecto gostar da pessoa ou não. Quem joga é normalmente motivado pela atracção em relação à pessoa para a qual recita as frases e pretende procurar uma crença preexistente.